# 尼南斯·阿農迪亞德戰役
在托爾金（J. R. R. Tolkien）奇幻小說的中土大陸裡，尼南斯·阿農迪亞德戰役（Nírnaeth Arnoediad）或無盡的眼淚（Unnumbered Tears）是貝爾蘭第五次戰役，也是貝爾蘭戰事的高潮部分。

## 精靈寶鑽所述的第五次戰役
班戈拉赫戰役（Dagor Bragollach）戰敗後，諾多族（Noldor）失去了貝爾蘭北部的控制權，防線退縮至希斯隆（Hithlum）、海姆瑞恩（Himring）及納國斯隆德（Nargothrond）。貢多林封閉起來，不知道那裡的情況如何。貝倫（Beren）及露西安（Lúthien）卻發動進攻，他們推翻了要塞堝惑斯島（Tol-in-Gaurhoth），並從魔苟斯冠上奪得一顆精靈寶鑽，埃盧·庭葛（Elu Thingol）也在多瑞亞斯（Doriath）的邊境屢次擊敗入侵的敵軍，這大大鼓舞了諾多族擊敗魔苟斯的信心。第一紀元太陽紀468年，梅斯羅斯（Maedhros）組成同盟，意圖光復諾多族精靈的領土。
貝爾蘭的精靈、人類、矮人及東方人也被邀請加入梅斯羅斯聯盟（Union of Maedhros）。聯盟首先收復貝爾蘭及多索尼安（Dorthonion），在472年的盛夏，聯盟開始攻擊安戈洛墜姆。
梅斯羅斯欲引出安格班的大軍，由芬鞏（Fingon）從西面的威斯林山脈（Ered Wethrin）攻擊魔苟斯大軍的翼側。梅斯羅斯集結在東面，旗下包括費諾眾子（Sons of Fëanor）、以梅格洛爾（Maglor）為首的海姆瑞恩（Himring）軍隊、卡蘭希爾（Caranthir）帶領的伊瑞伯山（Amon Ereb）精靈、烏番格（Ulfang）及波爾（Bór）的東方人及來自貝磊勾斯特（Belegost）的矮人。梅斯羅斯在西面亦聚集了不少軍力，包括希斯隆的人類及精靈、法拉斯（Falas）的精靈、貝西爾的哈拉丁族人類以及納國斯隆德（Nargothrond）的援軍。
有一些勢力則不願意加入聯盟，那是因為梅斯羅斯兩位弟弟凱勒鞏（Celegorm）及庫路芬（Curufin）的邪惡行徑。納國斯隆德由葛溫多（Gwindor）帶領少量軍隊來援。埃盧·庭葛曾發誓永不協助費諾眾子，因為貝倫及他的女兒露西安曾被費諾的兒子軟禁。埃盧·庭葛的部下馬伯龍（Mablung）及貝賴格（Beleg）卻不願意留在後方，他們加入了梅斯羅斯的旗下。令人意外的是，特剛由貢多林帶領一萬精靈來援。
梅斯羅斯雖召集了精靈的所有戰力及盟友，但他缺乏政治及外交手腕，他也把凱勒鞏及庫路芬召來，這意味著他將得不到埃盧·庭葛的援助。埃盧·庭葛的軍隊勢力是所有精靈軍團裡數量最多且擁有最強戰力的領導者兼盟友(約有30000至45000名戰士)。凱勒鞏及庫路芬的加入使聯盟失去了約15000至20000的納國斯隆德精靈戰士。
魔苟斯透過探子及在敵軍裡的間諜烏多（Uldor），得悉了梅斯羅斯的計劃。烏多又故意妨礙梅斯羅斯在多索尼安點燃信號火。為了進一步破壞梅斯羅斯的計劃，魔苟斯遣出一旅半獸人挑釁西面的芬鞏軍隊。領軍的半獸人首領在芬鞏的軍前親自把俘虜葛溫多的弟弟吉爾墨（Gelmir）殘殺。葛溫多部的精靈大怒，離陣攻擊半獸人，大部多芬鞏的部隊也跟隨著攻擊。精靈們的怒火徹底被激起，他們大敗半獸人旅，半獸人撤回安戈洛墜姆，幾乎擾亂了魔苟斯的計劃。
魔苟斯震驚於葛溫多部竟攻擊安格班。葛溫多部在安格班的階上擊殺守衛，他們旋即被半獸人包圍，全被擊殺或被俘。此時，安格班四周的秘密通道湧出無數半獸人，擊退芬鞏大隊，貝西爾的人類殿後掩護大隊撤退，大多數貝西爾人類死在這裡，包括他們的首領哈迪爾（Haldir）。
沒有出擊的特剛的此時才出擊，迎擊追擊的半獸人。特剛的方陣打破了半獸人的防線，與胡林（Húrin）及芬鞏的軍隊一起遭遇了特剛的守衛。
梅斯羅斯帶領主隊抵達，在主隊能會合芬鞏及特剛前，格勞龍（Glaurung）及勾斯魔格（Gothmog）忽帶領安格班的後備力量出擊，擊敗了梅斯羅斯的主隊。魔苟斯的內應烏多，在此時叛變，襲擊梅斯羅斯的後軍，鳥多的軍隊從山上向下進攻，擊潰了東面的聯軍，來自貝磊勾斯特的矮人協助大軍撤退，矮人拖住了格勞龍，使費諾眾子逃到伊瑞伯山。
貝磊勾斯特國王阿薩格哈爾（Azaghâl）及他的部隊抵抗惡龍，他們較精靈及人類更能抵抗惡龍噴出的烈火。格勞龍將阿薩格哈爾踐踏在腳下，但阿薩格哈爾也刺中了格勞龍的腹部，格勞龍逃去，魔苟斯部下的一些巨獸也跟著逃去。矮人凝重地將阿薩格哈爾的遺體帶走，退出戰爭返回家鄉。矮人的怒火使旁人都不敢去招惹他們。
位於安格班西方的聯軍被勾斯魔格帶領的半獸人包圍。炎魔撕破了芬鞏的防線，殺死了芬鞏的親衛兵。勾斯魔格親自決戰芬鞏，另一名炎魔從後以鞭子纏住芬鞏，使芬鞏被殺。
聯軍慘敗，胡林及胡爾（Huor）勸說特剛撤至貢多林。胡爾預言他們的家裡將會出現救星，將會是精靈及人類的希望。胡林、胡爾及殘存的人類在塞瑞克沼澤（Fens of Serech）建起防壁，為特剛部精靈的撤退爭居時間。胡林部的人類全部戰死，「人類在戰役裡為了精靈而犧牲，尤其是死守在多爾露明的人類最為著名」。胡爾因眼中毒箭而身亡，胡林至少斬殺了七十名食人妖，他被屍體壓著，終也被生擒。
魔苟斯大獲全勝，他殲滅了希斯隆的所有戰士，擊潰了費諾眾子。半獸人幾乎將整個貝爾蘭摧毀，貝爾蘭很大部份地區也已經無法阻擋魔苟斯的步伐，只有隱藏起來的多瑞亞斯、納國斯隆德、貢多林及濱海的法拉斯仍未被魔苟斯攻下。但最終魔苟斯亦擊破其敵人，費諾眾子的海姆瑞恩失守、魔苟斯揮軍奪取瑟丹的法拉斯（Falas）港口(第一紀元473年)。
魔苟斯卻突然將槍頭指向盟友東方人，在希斯隆陷害他們，拒絕將豐饒的土地分給他們。魔苟斯仍對特剛深感憂慮，已成為諾多族最高君王的特剛仍然倖存，他的城市貢多林對魔苟斯來說仍然是謎。魔苟斯雖然取得決定性的勝利，但他的損失也不少，他需要一段時間方能恢復戰力。

## 戰事部署

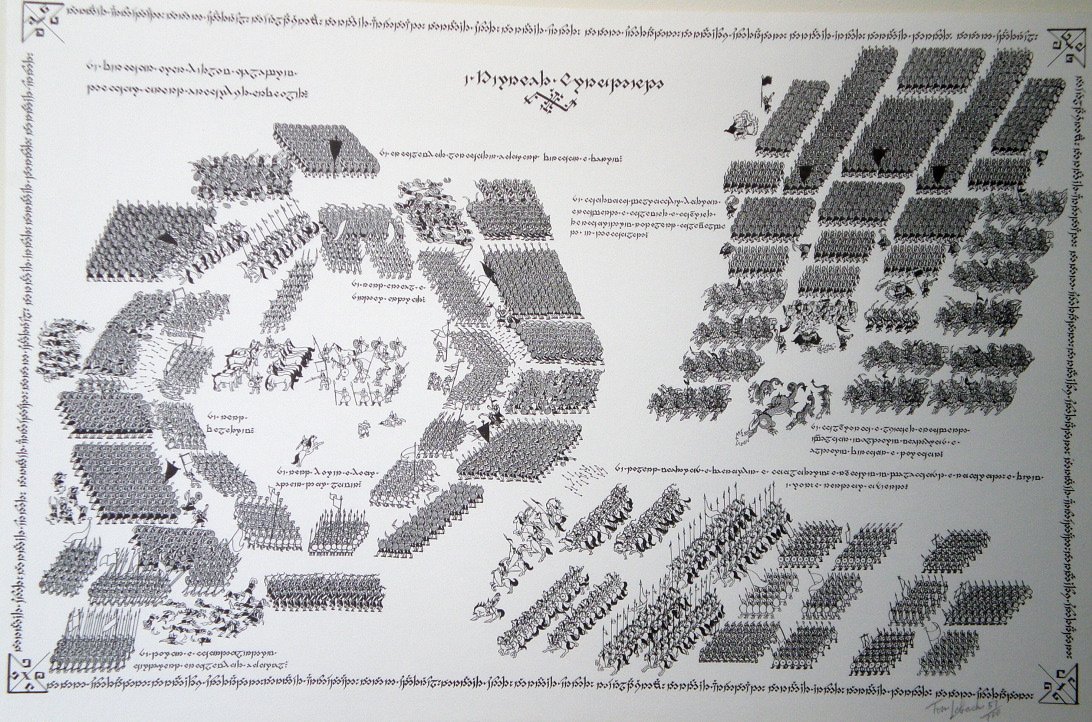
圖述戰爭部署（出自湯姆·洛碧克）

### 安格班陣營
前鋒：兵力=80000至100000人：一至兩旅半獸人，每一旅約40000至50000人，被派遣挑釁芬鞏部。
中隊：兵力=150000至300000人 主隊：三至六旅半獸人，每一旅約40000至50000人，當芬鞏部攻擊半獸人先鋒時掩上來。
後軍：最後的兵力=100000名半獸人及其他後備兵力：兩至四旅半獸人、炎魔、食人妖、龍、狼，還有一些從梅斯羅斯陣營變節的人類。

### 梅斯羅斯聯盟
西翼 - 芬鞏部=40000至55000人
- 來自希斯隆的15000至20000名精靈
- 來自多爾露明的12000至15000名哈多族人類[7]
- 來自米斯林的1000至3000名辛達族精靈
- 來自法拉斯、瑟丹旗下的3000至5000名精靈
- 來自納國斯隆德的500至1000名精靈
- 來自貝西爾的1000至2000名哈拉丁族人類
- 來自貢多林的10000名精靈

東翼 - 梅斯羅斯部=45000至60000
- 費諾眾人旗下約12000至15000名精靈
- 波爾帶領的8000至10000名人類
- 以鳥番格為首的10000至15000名人類
- 2500至5000名綠精靈
- 10000至15000名矮人

## 創作概念

### 戰爭的後期版本
現今版本的尼南斯·阿農迪亞德戰役是克里斯托夫·托爾金（Christopher Tolkien）所寫的，來自《珠寶之戰》的第一篇The Grey Annals，內容多來自《精靈寶鑽爭戰史》，但在《胡林子女的傳說》（Narn i Chîn Húrin），托爾金寫了一個新的尼南斯·阿農迪亞德戰役版本，該版本把上述兩者版本的戰爭日期推遲。不過，克里斯托夫·托爾金並沒有將新版本的主要變更編入《精靈寶鑽》內，只引用了新版本的一些語法和描述。
新版本的主要變更是魔苟斯在戰爭裡做得更好。有關「烏多妨礙梅斯羅斯行軍」的部分被刪去，魔苟斯改為派遣一支部隊攻擊梅斯羅斯部，阻撓梅斯羅斯會合其他聯軍首領。新版本沒有說如果不是東方人倒戈，聯軍會否獲勝。
克里斯托夫·托爾金不敢猜測托爾金為何作出這些改變，他覺得聯軍經已幹得不錯，聯軍絕對可以承受更大的損失，當然，這只是猜測而已。

### 語源
戰爭的名字取自曼督斯之詛咒（Doom of Mandos）：「汝等將灑下無數眼淚」，預言了精靈及精靈盟友在尼南斯·阿農迪亞德戰役的慘劇。尼南斯·阿農迪亞德是辛達林語，譯作「無盡的眼淚」，nîn是「眼淚」的意思，而nírnaeth則是「悲哀的眼淚」，字首ar-有「之外」的意思，而字根nod-有「可數」的意思，那個o因後面的i可轉化成œ。托爾金經常省略了首個元音（可能是匆忙忽略了），讀音在克里斯托夫·托爾金所編的《精靈寶鑽》有說明，在編輯一些托爾金後期作品時，克里斯托夫·托爾金補充了那些元音。
在托爾金的作品裡，精靈譯名經常變更，原本使用Nínin-Udathriol這個名字，即昆雅語的Nieriltasinwa。後來，托爾金作出改變，分別出現Nínin Unothradin、Nirnaith Únoth、N. Ornoth、N. Irnoth、N. Dirnoth，以及最後的版本Nírnaeth Arnediad。

### 影響
托爾金曾參與索姆河戰役（Battle of the Somme），英軍在是役損失慘重。英軍在協約國的援助下取得勝利。不過，托爾金堅稱尼南斯·阿農迪亞德戰役不包含任何寓意。